# Successful Mission
「Successful Mission」（サクセスフル ミッション）は、林原めぐみの14枚目のシングル。1996年10月23日にスターチャイルドから発売された（KIDA-138）。

## 概要
- 「Give a reason」に続き2度目のトップ10入り。
- 今作から「Proof of Myself」まで8作連続でTOP10入りを記録。なお、「Proof of Myself」は『セイバーマリオネットJtoX』（『セイバーマリオネットJ』の続編作品）の主題歌となっており、また発売日も（ちょうど 2年後の）10月23日と同じである。
- この楽曲で、1996年当時テレビの音楽番組『速報!歌の大辞テン』に出演し、女性バックダンサー2人と共に振り付きで歌唱された。林原がテレビ番組に出演して歌唱するのは初めてのことである。しかし、放送ではイントロや後奏がほとんどカットされており、振り付けの全貌は見られなかった。
- 1997年4月度、ゴールドディスクに認定[1]。（2003年7月度以降の認定基準とは異なり、当時のゴールド認定基準は出荷枚数20万枚以上が基準となっている。）

## 収録曲
（全作詞：MEGUMI、作曲：佐藤英敏）
1. Successful Mission [4:10]
編曲：矢吹俊郎
  - テレビ東京系テレビアニメ『セイバーマリオネットJ』オープニングテーマ
2. I'll be there [5:27]
編曲：添田啓二、コーラスアレンジ：奥井雅美
  - テレビ東京系テレビアニメ『セイバーマリオネットJ』エンディングテーマ
3. Successful Mission <OFF VOCAL VERSION> [4:10]
4. I'll be there <OFF VOCAL VERSION> [5:27]

## 収録アルバム
| 曲名               | 収録アルバム                                                             | 発売日         | 規格品番          | 備考                                |
| ------------------ | ------------------------------------------------------------------------ | -------------- | ----------------- | ----------------------------------- |
| Successful Mission | 『セイバーマリオネットJ サウンドトラック「ジャポネス 詩吟詩集 其ノ一」』 | 1996年12月21日 | KICA-328          | TV Sizeとして収録。                 |
| Successful Mission | 『セイバーマリオネットJ サウンドトラック「ジャポネス 詩吟詩集 其ノ二」』 | 1997年4月9日   | KICA-339          | フルサイズとTV Size-TYPE IIが収録。 |
| Successful Mission | 『Irāvatī』                                                              | 1997年8月6日   | KICS-640          |                                     |
| Successful Mission | 『SABER MARIONETTE VOCAL HISTORY from "J"→"JtoX" and "R"』               | 1999年12月16日 | KICA-483〜484     |                                     |
| Successful Mission | 『VINTAGE S』                                                            | 2000年4月26日  | KICS-790          |                                     |
| Successful Mission | 『スタまにシリーズ●セイバーマリオネット J』                              | 2005年11月2日  | KICA-725          |                                     |
| Successful Mission | 『VINTAGE White』                                                        | 2011年6月11日  | KICS-91670〜91671 |                                     |
| Successful Mission | 『「林原めぐみ 1st LIVE -あなたに会いに来て-」配信限定アルバム』         | 2017年12月13日 | NOPA-1644         |                                     |
| Successful Mission | 『VINTAGE DENIM』                                                        | 2021年3月30日  | KICS-3980〜3982   |                                     |
| I'll be there      | 『セイバーマリオネットJ サウンドトラック「ジャポネス 詩吟詩集 其ノ一」』 | 1996年12月21日 | KICA-328          | TV Sizeとして収録。                 |
| I'll be there      | 『セイバーマリオネットJ サウンドトラック「ジャポネス 詩吟詩集 其ノ二」』 | 1997年4月9日   | KICA-339          |                                     |
| I'll be there      | 『Irāvatī』                                                              | 1997年8月6日   | KICS-640          | Ballade Versionとして収録           |
| I'll be there      | 『またまたセイバーマリオネットJ「ジャポネス詩吟詩集 真打ち」』           | 1998年6月18日  | KICA-406〜407     | Ballde Versionとして収録            |
| I'll be there      | 『SABER MARIONETTE VOCAL HISTORY from "J"→"JtoX" and "R"』               | 1999年12月16日 | KICA-483〜484     |                                     |
| I'll be there      | 『スタまにシリーズ●セイバーマリオネット J』                              | 2005年11月2日  | KICA-725          | オリジナルとBallde Versionが収録。  |
| I'll be there      | 『VINTAGE White』                                                        | 2011年6月11日  | KICS-91670〜91671 |                                     |
| I'll be there      | 『「林原めぐみ 1st LIVE -あなたに会いに来て-」配信限定アルバム』         | 2017年12月13日 | NOPA-1644         |                                     |

## カバー
| 曲名               | アーティスト | 収録アルバム                | 発売日         | 規格品番     |
| ------------------ | ------------ | --------------------------- | -------------- | ------------ |
| Successful Mission | 奥井雅美     | 『マサミコブシ』            | 2003年5月1日   | KICS-1167    |
| Successful Mission | 伊藤かな恵   | 『新・百歌声爛 女性声優編』 | 2010年5月5日   | ESCL-3393〜4 |
| Successful Mission | Trefle       | 『アニソン神曲プラス』      | 2013年10月23日 | SSHC-1010    |